# D632 (Haute-Garonne)
De D632 is een 141,2 km lange departementale tweestrooksweg met markering, die in het Franse departement Haute-Garonne (regio Occitanie) van oost naar west loopt. De weg gaat door geaccidenteerd terrein.

## Loop van de D632
De D632 verbindt het centrum van Toulouse met het centrum van Tarbes.